# Masacre de Ahmići
La masacre de Ahmići fue la culminación de la campaña croata de limpieza étnica del Valle del Lašva llevada a cabo por los dirigentes políticos y militares de la autoproclamada Comunidad Croata de Herzeg-Bosnia contra la población civil bosnio-musulmana durante la guerra entre croatas y bosnios, considerada como parte de la guerra de Bosnia, en abril de 1993. Es la mayor matanza cometida durante el conflicto mantenido entre los croatas y el gobierno de Bosnia. El Tribunal Penal Internacional para la ex Yugoslavia en La Haya elevó estos delitos a crímenes de lesa humanidad en numerosas sentencias contra dirigentes políticos, militares y soldados croatas, en especial Dario Kordić, dirigente político de los croatas en Bosnia central, condenado a 25 años de prisión.
El ataque comenzó a las 05:30 horas del 16 de abril de 1993. El Consejo Croata de Defensa (HVO) bombardeó la parte bosnia de Ahmići, causando muchos muertos, entre ellos mujeres, niños y ancianos. Destruyeron un gran número de hogares bosnios, y causaron grandes daños a las dos mezquitas del pueblo. Las estimaciones oficiales sitúan el número de muertos en 116. El más joven fue un bebé de tres meses de edad, y el mayor, un anciano de 96 años de edad.
La masacre fue descubierta por el contingente británico Britbat de Naciones Unidas, bajo el mando del Coronel Bob Stewart.

## Antecedentes
Ahmići es un pueblo en el centro de Bosnia y Herzegovina, ubicado en el municipio de Vitez, en el Valle del Lašva. Según el censo de 1991, 1.178 personas vivían en la aldea, de ellos 509 eran bosnios, 592 croatas, 30 serbios y 47 de otras etnias. 
El 3 de abril de 1993, los dirigentes croatas se reunieron en Mostar para discutir la aplicación del Plan de paz Vance-Owen. Los croatas decidieron situar las fuerzas armadas bajo el mando del Estado Mayor del Consejo de Defensa Croata en las provincias de mayoría croata. El 4 de abril, el Consejo Croata de Defensa, con sede en Mostar, estableció un plazo al Presidente bosnio Alija Izetbegović para firmar el mencionado acuerdo, amenazando de lo contrario con hacer valer su competencia en los cantones tres, ocho y diez. En un mensaje de Dario Kordić, Ignac Koštroman y Anto Valenta, se instó al pueblo croata de Bosnia a izar la bandera de Croacia en los edificios oficiales.

## Un ataque organizado

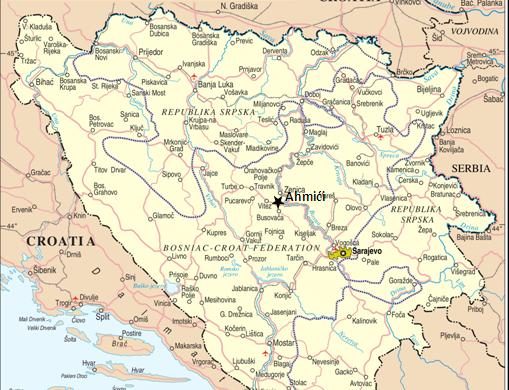
Localización de Ahmici en Bosnia y Herzegovina.

El viernes, 16 de abril de 1993 a las 05:30 horas, las fuerzas croatas atacaron simultáneamente Vitez, Stari Vitez, Ahmići, Nadioci, Šantici, Pirići, Novaci, Putiš y Donja Večeriska. El general Tihomir Blaškić habla de 20 a 22 sitios simultáneos de lucha a lo largo de toda la carretera que une Travnik, Vitez y Busovača. La Sala de Primera Instancia del Tribunal estimó que se trataba de un ataque planeado contra la población civil bosnia. El ataque fue precedido por varias declaraciones políticas que anunciaban que el conflicto entre las fuerzas croatas y bosnias era inminente. En el día del ataque, las líneas telefónicas no funcionaron debido a que todos los intercambios de comunicación en el municipio de Vitez estaban bajo control del Consejo Croata de Defensa. 
Los habitantes croatas de esos pueblos fueron advertidos del ataque y algunos de ellos participaron en su elaboración. Las mujeres y los niños croatas habían sido evacuados en vísperas de los combates. El método de ataque muestra un alto nivel de preparación. Los ataques en las zonas edificadas, como los llevados a cabo en la zona de Ahmići fueron planeados con detalle con el objetivo de matar o expulsar a la población bosnia, lo que resultó una masacre. En la noche del 15 de abril, se observó un inusual movimiento de tropas del HVO. En la mañana del 16 de abril, las principales carreteras fueron bloqueadas por las tropas croatas. Según varios observadores internacionales, el ataque se produjo desde tres frentes y fue diseñado para obligar a la población a huir hacia el sur, donde tiradores de élite con armas sofisticadas abatían a la población en fuga. Otros soldados, organizados en pequeños grupos de unos cinco a diez, fueron casa por casa disparando y matando a los residentes. Un centenar de soldados tomaron parte en la operación. El ataque tuvo como resultado la masacre de aldeanos bosnios y la destrucción de la aldea. Entre los más de 100 que murieron había 32 mujeres y 11 niños y niñas menores de 18 años. El objetivo de la artillería del Consejo Croata de Defensa (HVO) era apoyar la infantería y destruir las estructuras que esta no podía. La mezquita, por ejemplo, fue alcanzada por un disparo de un arma pesada. Más tarde, fue volado el minarete.

## Asesinatos de civiles

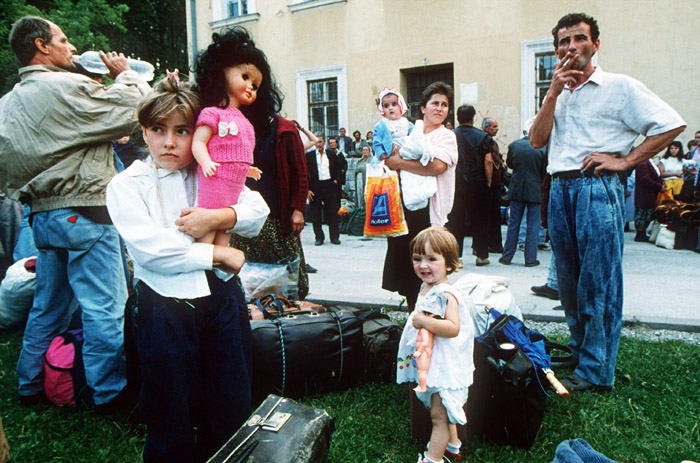
Refugiados en Travnik, una ciudad del Valle del Lašva, durante la limpieza étnica de 1992-1993. Fotografía de Mikhail Evstafiev.

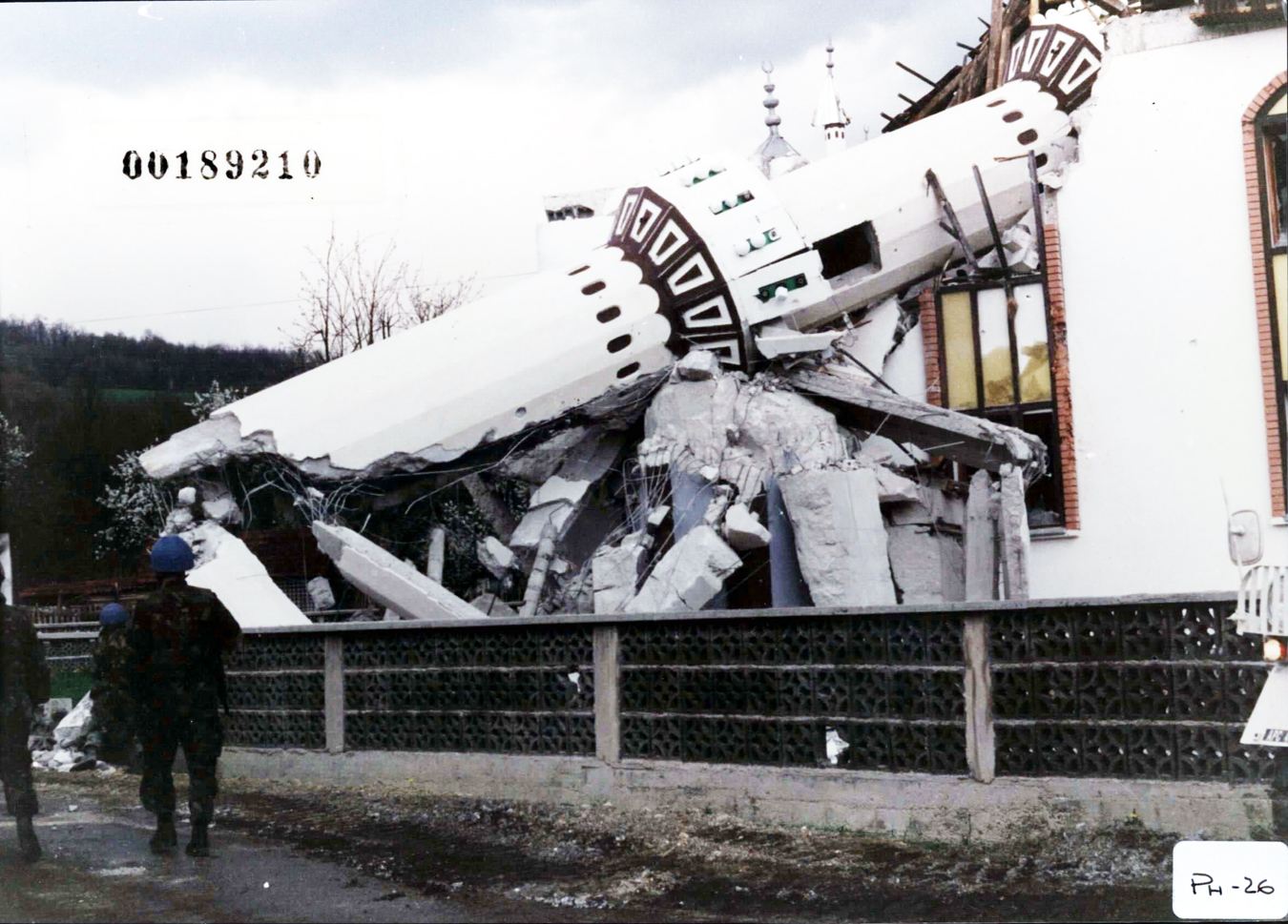
El minarete dinamitado de una de las mezquitas de Ahmici, observado por soldados de la ONU. Imagen cortesía del TPIY.

La mayoría de los hombres fueron asesinados a balazos. Algunos fueron rodeados y luego asesinados por soldados croatas. Una veintena de civiles fueron también asesinados en Donji Ahmići cuando trataban de huir de la aldea. Los habitantes que huían tenían que cruzar por campo abierto antes de llegar a la carretera principal. Una veintena de personas muertas por disparos muy precisos se encontraron en el campo. Los expertos militares llegaron a la conclusión de que estos disparos habían sido efectuados por tiradores. Otros cadáveres fueron encontrados en las casas tan carbonizados que no pudieron ser identificados. Entre las víctimas se encontraron muchas mujeres y niños.
En muchas de las casas se vivieron escenas de horror, al morir en su interior los habitantes que no pudieron salir cuando estas fueron quemadas. Según el informe ECMM de la Unión Europea, por lo menos 103 personas resultaron muertas durante el ataque contra Ahmići.

## Destrucción de bienes
Según el Centro para los Derechos Humanos en Zenica, 180 de las 200 casas de bosnios existentes en Ahmići fueron incendiadas durante el ataque. La Comisión de Derechos Humanos publicó la misma conclusión en su informe de fecha 19 de mayo de 1993. De acuerdo con el ECMM prácticamente todas las casas de musulmanes bosnios de los pueblos de Ahmići, Nadioci, Pirići, Sivrino Selo, Gaćice, Gomionica, Gromiljak y Rotilj habían sido quemadas. Varios edificios religiosos fueron destruidos. Dos mezquitas fueron deliberadamente minadas, dada la cuidadosa colocación de los explosivos dentro de los edificios. Por otra parte, la mezquita de Donji Ahmići fue destruida por explosivos colocados alrededor de la base de su minarete.

## Tropas participantes
Las tropas que participaron en el ataque militar incluían el Cuarto Batallón de Policía y, en particular, la Unidad de Džokeri. Cada Džokeri (comodín), era una célula antiterrorista con una veintena de miembros, creada en enero de 1993 dentro de la Policía militar por orden de Zvonko Voković, cuya misión consistía en llevar a cabo tareas especiales, tales como actos de sabotaje, estacionada en Nadioci. Otros participantes fueron la Vitezovi, la brigada Viteška del municipio de Vitez, la brigada Nikola Šubić Zrinski de Busovača, junto con unidades Domobrani (unidades creadas en cada pueblo de conformidad con una decisión del gobierno bosniocroata de Mostar de fecha 8 de febrero de 1993) estacionadas en Ahmići, Šantići, Pirići y Nadioci. Muchos testigos del caso Blaškić mencionaron también a soldados con uniformes de camuflaje que llevaban el emblema del Ejército de Croacia. Varios habitantes croatas de estas aldeas (miembros de la Domobrani) también participaron en el ataque.

## Negación

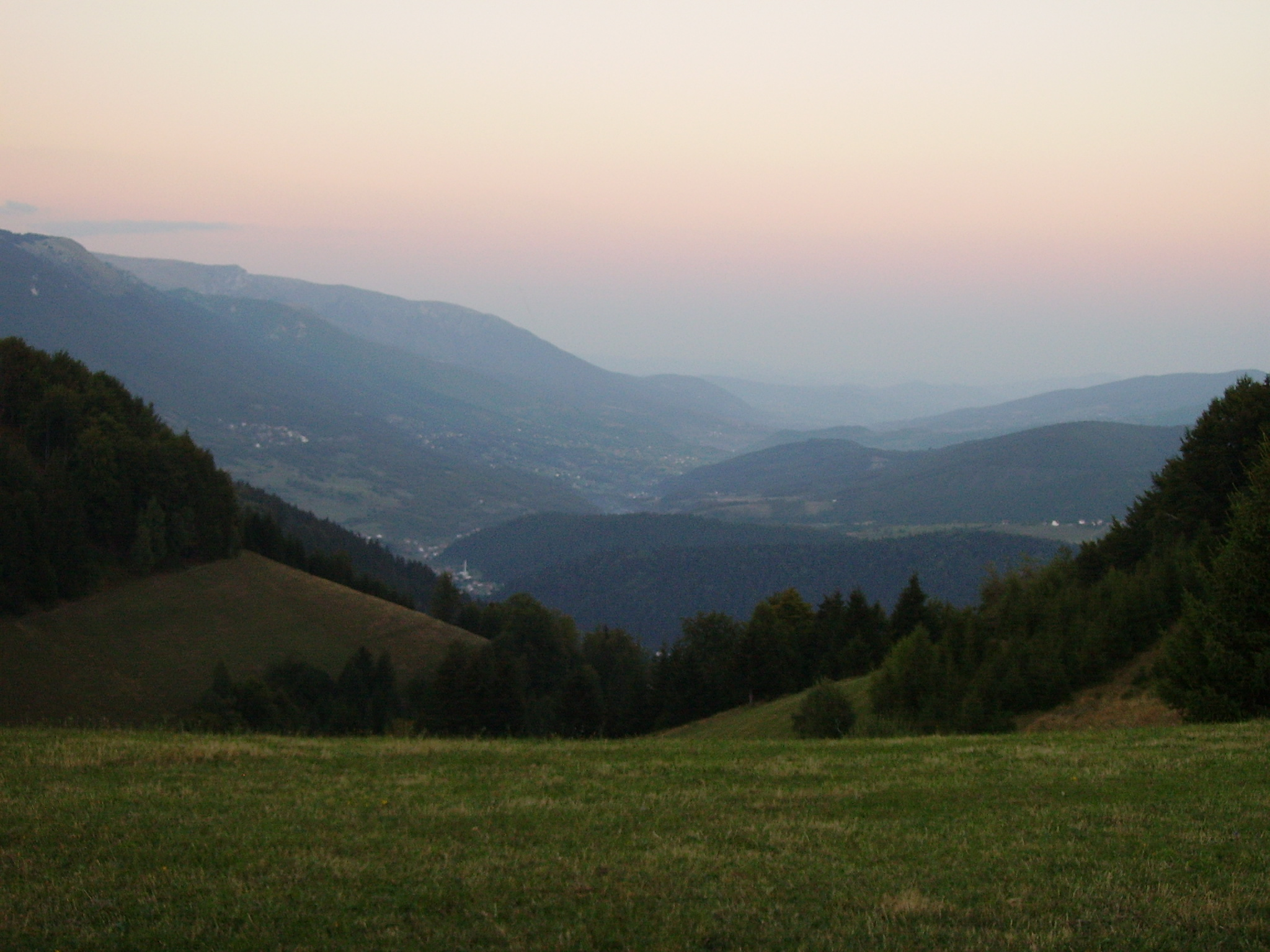
Vista del Valle del Lašva desde el Monte Karaula.

Después de la masacre, los dirigentes croatas, con apoyo de la propaganda, trataron de negar la masacre o de culpar a otros bandos involucrados en la guerra de Bosnia. Dario Kordić negó a Payam Akhavan, un investigador del Centro de las Naciones Unidas para los Derechos humanos, que el Consejo Croata de Defensa participase en la masacre de Ahmići; de hecho, dijo que sus hombres, como buenos cristianos, nunca cometerían dichos actos: según él, no era necesaria la investigación. Una respuesta similar fue dada por el general Tihomir Blaškić al Coronel Stewart en presencia de Kordić.

## Juicio
El Tribunal Penal Internacional para la ex Yugoslavia (TPIY) en La Haya dictaminó que estos delitos eran considerados crímenes de lesa humanidad en numerosas sentencias contra dirigentes políticos y militares y soldados croatas, en especial Dario Kordić, dirigente político de los croatas en Bosnia central, condenado a 25 años de prisión. Basándose en las pruebas de numerosos ataques del HVO en ese momento, la Sala de Primera Instancia del Tribunal llegó a la conclusión en el caso Kordić y Čerkez de que en abril de 1993 los dirigentes croatas llevaron a cabo un plan concebido y ejecutado con el fin de realizar la limpieza étnica de los bosnios del Valle de Lašva. Dario Kordić, como líder político local, fue considerado el planificador y el instigador de este plan. Además de concluir que el Ejército de Croacia participó en la campaña, el Tribunal definió los acontecimientos como un conflicto internacional entre Bosnia y Herzegovina y Croacia. 
El TPIY acusó inicialmente a dieciséis croatas y ha condenado a ocho de ellos hasta ahora por su responsabilidad en la limpieza étnica del Valle del Lašva. La condena de Tihomir Blaškić, que era el comandante del HVO en la Zona Operativa de Bosnia Central, fue reducida de 45 a 9 años, y fue puesto en libertad después de cumplir 8 años y 4 meses de su condena.

## Disculpas
El 14 de abril de 2010, el recientemente elegido presidente de Croacia, Ivo Josipović, pidió disculpas por estos hechos ante el parlamento bosnio durante una visita oficial a Bosnia y Herzegovina, reconociendo la implicación del gobierno de Zagreb en los acontecimientos de la Guerra de Bosnia.
Josipović fue el primer líder croata en condenar públicamente el papel de su país en las Guerras Yugoslavas, y afirmó ante los diputados bosnios:

"Las políticas de la década de los noventa, que creían que la división de Bosnia y Herzegovina era la única solución para el país, han sembrado las semillas de la desgracia en nuestros países" (...) "Lamento profundamente el hecho de que la República de Croacia también contribuyera a esta calamidad y a las divisiones que aún nos atormentan"

Al día siguiente, visitó la aldea de Ahmići, al cumplirse 17 años del suceso, donde se entrevistó con algunos supervivientes de la masacre que costó la vida oficialmente a 116 personas.

## Películas relacionadas
- Warriors en Internet Movie Database (en inglés).
- The Death of Yugoslavia en Internet Movie Database (en inglés). - Parte III. La lucha por Bosnia

- Datos: Q1387922
- Multimedia: Ahmići massacre / Q1387922